# Grifé
Grifé és una masia del municipi de Biosca (Solsonès) que forma part de l'Inventari del Patrimoni Arquitectònic de Catalunya.

## Descripció
És un edifici de quatre façanes i tres plantes. A la façana sud-est hi ha una entrada rectangular amb llinda de pedra i porta de fusta. A la seva dreta hi ha una petita espitllera. A l'esquerra de la porta hi ha les restes d'una premsa, i més a l'esquerra una petita espitllera. A la planta següent hi ha tres finestres amb ampit. A la darrera planta hi ha una gran obertura d'arc de mig punt.

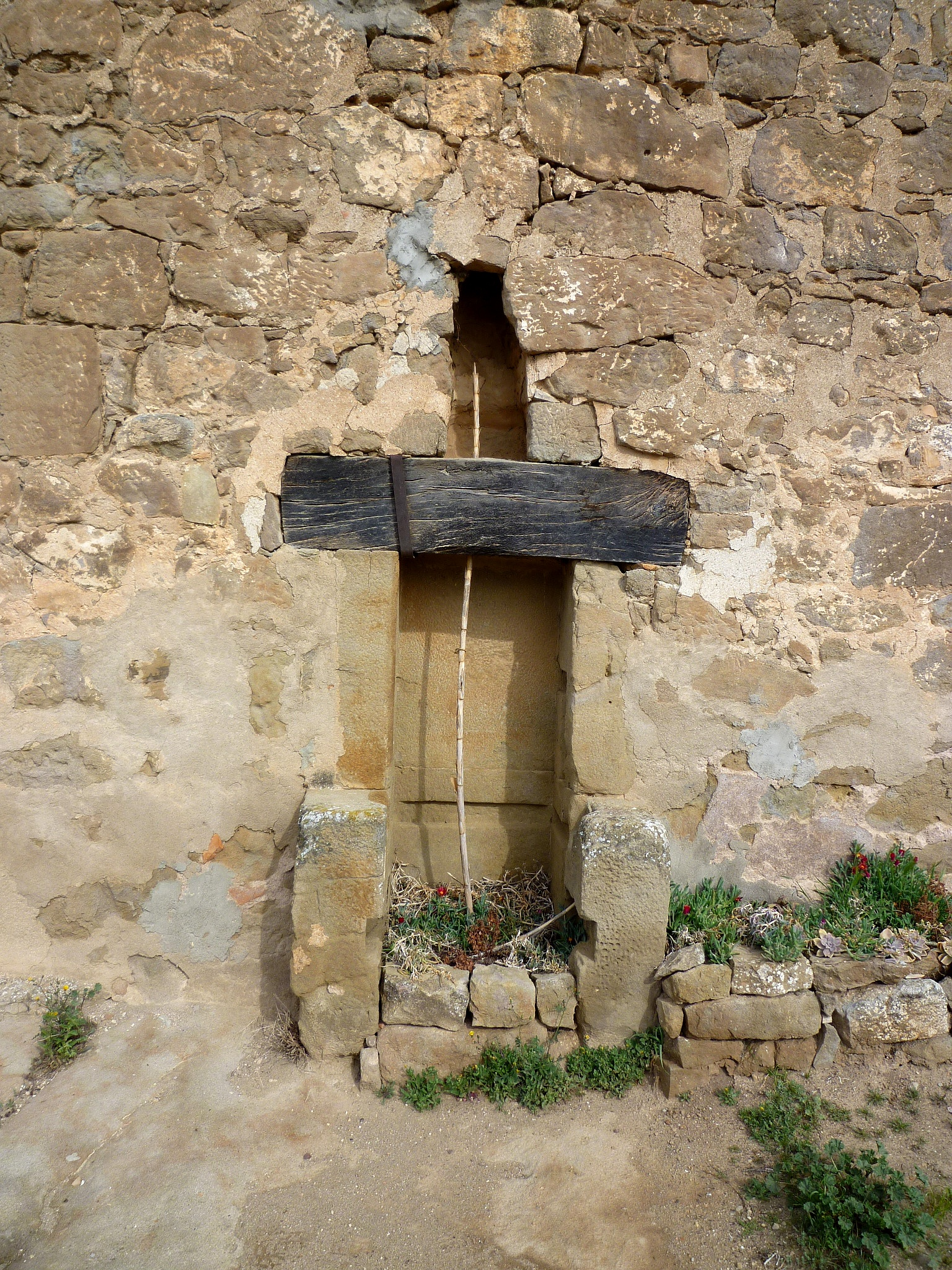
La premsa

A la façana nord-est hi ha una finestra a la segona planta. A la façana nord-oest hi ha tres petites obertures a la segona planta. A la façana sud-oest, la planta baixa està ocupada per un edifici annex. A la segona planta hi ha una finestra i a la darrera una petita espitllera. La coberta és de dos vessants (sud-oest, nord-est), acabada amb teules.
L'edifici adjunt a la façana a la façana sud-oest, té una sola planta. Té una entrada a la façana sud-est, amb llinda de pedra i porta de fusta. A la seva dreta tocant a terra té una obertura tapiada, a sobre una de petita i un pèl més a sobre una altra. No té més obertures a la resta de façanes. La coberta és d'un vessant. Adjunt amb aquest hi ha un edifici semblant però de dimensions més petites. Té una entrada a la façana sud-est. Davant de la façana nord-est, hi ha una petita bassa.